# Georges Le Bidois
 (octobre 2016).
Pour les articles homonymes, voir Le Bidois.
Georges François Marie Le Bidois, né le 13 septembre 1861 à Saint-Nazaire (Loire-Atlantique), mort le 9 janvier 1945 à Saint-Aignan (Loir-et-Cher).  Il fut professeur de lettres  mais également grammairien au début du XXe siècle,  essentiellement connu pour son ouvrage écrit en collaboration avec son fils Robert : "Syntaxe du français moderne".

## Vie et travail
Georges Le Bidois a enseigné comme professeur de langue et de littérature françaises à l'Institut catholique de Paris. Il a été professeur de rhétorique au Collège de Juilly, puis s'est installé à Paris où il a professé au Collège Stanislas. Il a écrit deux thèses pour l'obtention du doctorat d'État ès lettres : 
- De L'Action Dans La tragédie de Racine (publié ud T. La vie Dans La tragédie de Racine, Paris 1901, 9e édition 1929) (1re thèse en français) ;
- De Comoedia et de nostratibus scenicis Poetis quid judicaverit Bossuetius (Paris 1900). (2e thèse écrite en latin)

En septembre 1919 il part enseigner la littérature française et en particulier Racine à l'Université de Montréal au Canada. 
Georges Le Bidois a eu cinq enfants, une fille et quatre garçons. Deux de ses fils sont morts au combat: Raymond à 19 ans en 1915 à la bataille de Souain, Jacques à 20 ans en 1918 à Neufvy-sur-Aronde. Il est également le père de Robert Le Bidois linguiste et écrivain.

## D'autres travaux
- (Ed. avec Amédée Chauvin [* 1852]) La littérature française par les critiques contemporains, 2 volumes, Paris de 1887 à 1895, plus récemment en 1925
- (Eds.) Choisi Théâtre de Racine, Paris 1895 24 1952 édition Paris
- (Ed.) La Fontaine, Œuvres choisies, Paris 1912 3 Édition 1918, 12 Édition 1956
- Les Idées Morales Dans La Littérature française. L'honneur au Miroir De Nos lettres. Essais de psychologie et de morale, Paris 1919
- (Avec Robert Le Bidois)  Syntaxe du français moderne : Fondements historiques et psychologiques SES, 2 vols, Paris, 1935-1938, 2e Édition 1967 (1324 pages)

## Littérature
Institut Catholique de Paris. Le livre du centenaire 1875-1975, Paris 1975
Peter Lauwers, La description du français Entre la tradition grammaticale et la linguistique moderne. Historiographique épistémologique Étude et de la grammaire française Entre 1907 et 1948 Louvain / Paris / Dudley 2004

## Décorations
Il est décoré en 1925, à l'occasion du cinquantième anniversaire de la fondation des Instituts Catholiques du titre de Chevalier Commandeur de l'Ordre de Saint-Grégoire le Grand

## Prix littéraires
De l'Académie française
- Prix Bordin en 1901 pour La vie dans la tragédie de Racine
- Prix Guizot en 1920 pour L’honneur au miroir de nos lettres
- Prix de la langue française en 1939 pour Syntaxe du français moderne